# 环丙烯
环丙烯是一种有机化合物，分子式为C3H4，它是最简单的环烯烃。由于三元环张力较大，环丙烯的反应性很强并难以制备。环丙烯是无色气体，被用于成键和反应活性的基础研究。自然环境下不会自发地产生环丙烯，但一些脂肪酸中含有它的衍生物，1-甲基环丙烯衍生物可以用于果蔬花卉的保鲜。

## 结构
环丙烯分子是三角形的平面结构，双键长度的缩短导致与双键相对的键角从60°缩小到了51°。烯碳的p杂化程度更高，约为sp2.68。

## 环丙烯及其衍生物的合成
1922年，Demyanov等人第一次制备了环丙烯分子，通过在CO2气氛中，320-330 °C的镀铂粘土上由三甲基环丙基氢氧化铵热解得到。该反应的主要产物是三甲胺和二甲基环丙胺，以及约5%的环丙烯。由环庚三烯和丁炔二酸二甲酯加合产物热解可以得到约1%产率的环丙烯。
由烯丙基氯在80 °C时用碱如氨基钠脱去卤化氢分子，得到环丙烯，产率约为10%：
CH
2=CHCH
2Cl + NaNH
2 → C
3H
4 + NaCl + NH
3
该反应主要的副产物是烯丙基胺，可以通过向煮沸的甲苯中，在45-60分钟内将烯丙基氯加入NaN(TMS)2来得到目标产物，产率可以提升至约40%：
CH
2=CHCH
2Cl + NaN(TMS)2 → C3H4   + NaCl + NH(TMS)2
1-甲基环丙烯的合成方法与之类似，在室温下由甲基烯丙基氯和苯基锂反应得到：
CH2=C(CH3)CH2Cl + PhLi → CH3C3H3 + LiCl +  C6H6

## 相关反应
在425 °C，环丙烯异构化为丙炔：
C3H4 →H3CC≡CH
环丙烯与环戊二烯发生Diels-Alder反应，生成	内-三环[3.2.1.02,4]辛-6-烯，该反应可以用于合成检查合成后环丙烯是否存在：

## 备注
1. ↑  如果烯丙基氯加入速率过快，产生的部分环丙烯不会凝结而是直接被吹出体系。烯丙基氯反而会在冷阱中冷凝，影响产率。

## 外部連結
- Computational Chemistry - American Chemical Society （页面存档备份，存于）
- Computational Chemistry - an overview | ScienceDirect Topics （页面存档备份，存于）
- Computational chemistry - Latest research and news | Nature （页面存档备份，存于）
- Overview of Computational Chemistry